# Kașkarne, Troițke
Kașkarne (în ucraineană Кашкарне) este un sat în comuna Novoznameanka din raionul Troițke, regiunea Luhansk, Ucraina.

## Demografie
Componența lingvistică a localității Kașkarne
     Rusă (94,83%)
     Ucraineană (5,17%)
Conform recensământului din 2001, majoritatea populației localității Kașkarne era vorbitoare de rusă (94,83%), existând în minoritate și vorbitori de ucraineană (5,17%).